# Appendix Vergiliana
Die Appendix Vergiliana (lateinisch „Anhang zu Vergil“) ist ein Korpus von in der Überlieferung Vergil zugeschriebenen Gedichten. Die meisten stammen allerdings sicher nicht von Vergil, einige wie der Culex (siehe unten) scheinen dem Dichter bewusst untergeschobene Pseudepigraphen zu sein. Der Umfang des Korpus wuchs mit der Zeit, so wird Vergil schon im 1. Jahrhundert von Lucan, Statius und Martial der Culex sowie von Quintilian das zweite Epigramm des Catalepton zugeschrieben, Aelius Donatus nennt in seiner Vergil-Vita zusätzlich Priapea, Dirae und Ciris, Servius dann auch Aetna und Copa. Im Mittelalter kommen noch weitere Texte hinzu. Heute wird vereinzelt noch die Echtheit einzelner Gedichte des Catalepton diskutiert, alle anderen Texte gelten als unecht.

## Das Catalepton
Der lange fälschlich als Catalecton oder Catalecta verstandene Titel leitet sich von altgriechisch κατὰ λεπτόν (katá leptón), zu λεπτότης (leptótēs): „Leichtigkeit“ her; er bedeutet in etwa „Kleinigkeiten“. Gemeint sind Gedichte in der neuen, nach alexandrinischem Vorbild Leichtigkeit und Eleganz anstrebenden Manier (Stil) der römischen Neoteriker.
Die Überlieferung bietet unter diesem Titel 18 kurze Gedichte, die sich in drei Priapea, 14 Epigramme und ein die Sammlung Vergil zuschreibendes Schlussgedicht (Sphragis) gliedern lassen. Einige Gedichte sind trivial, andere elegant, so Epigramm X, ein Spiel mit Catulls Gedicht IV, das seinerseits Nachahmer fand; auch sonst ist Catulls Einfluss zu beobachten. Für echt werden heute gelegentlich die Epigramme V (Absage an das Rhetorikstudium und Wendung zur epikureischen Philosophie Siros) und VIII (Auf das Landgut Siros) gehalten. Datierungen schwanken, sofern die Sammlung für echt gehalten wird, zwischen 43 und 19 v. Chr.; sonst nimmt man als Entstehungszeitpunkt das letzte Viertel des 1. Jahrhunderts n. Chr. an.

## Die weiteren Gedichte
Neben dem Catalepton enthalten heutige Ausgaben des Textkorpus folgende Dichtungen:
- Aetna („Der Ätna“), ein Lehrgedicht über Vulkanismus, stammt wohl aus der Zeit Kaiser Neros. Es wird von der modernen Forschung teils Senecas Freund Lucilius zugeschrieben (vgl. dessen Brief Nr. 79).
- Ciris, ein Kleinepos (Epyllion) in 541 Hexametern über Skylla, die ihr Heimatland Megara verrät und dafür in einen Seevogel (eben die ciris) verwandelt wird. Datierung unsicher.
- Culex („Die Stechmücke“), teils parodistisches Epyllion, in dem eine von einem Hirten erschlagene Mücke diesem im Traum erscheint und von der Unterwelt berichtet. Datiert wohl aus der Zeit des Tiberius.
- Copa („Die Wirtin“), Gedicht über eine syrische Wirtin, die mit ihrem Tanz Gäste in ihre Kneipe locken will.
- Dirae („Verwünschungen“) und Lydia, zwei in der Überlieferung verschmolzene Gedichte, die aus der frühen Kaiserzeit datieren.
  1. Die Dirae verfluchen das enteignete Landgut des Dichters; zur Zuschreibung an Vergil dürfte die Ähnlichkeit mit dessen Eklogen I und IX geführt haben.
  2. Lydia (moderner Behelfstitel) ist die elegische Klage eines von seiner Geliebten Lydia getrennten Liebhabers.
- Elegiae in Maecenatem, zwei in den Handschriften verschmolzene Elegien auf den Tod des Gaius Maecenas. Datierung unsicher.
  1. Die erste Elegie (Vers 1–144) enthält Totenklage, Apologie und Epitaph des Maecenas.
  2. Die zweite Elegie (Vers 145–178) gibt sich als Rede des sterbenden Maecenas an Augustus.
- Moretum („Der Kräuterkäse“), Gedicht über den Beginn des Tagesablaufes eines italischen Bauern vom Aufstehen bis zum Aufbruch zur Feldarbeit, benannt nach dem Kräuterkäse oder eher Kräuterquark, den er sich als Vesper zubereitet. Datiert wohl in das mittlere bis späte 1. Jahrhundert v. Chr. Anfang und Ende zeigen Züge eines parodistischen Epyllions, der mittlere Teil stellt ein Lehrgedicht dar.
- Quid hoc novi est? („Was ist das Neues?“), ein weiteres Priapeum.
- De institutione viri boni, De est et non, De rosis nascentibus, drei späte Gedichte, die auch Ausonius zugeschrieben werden.

## Ausgaben, Übersetzungen und Kommentare
- Wendell Vernon Clausen u. a. (Hrsg.): Appendix Vergiliana. 5. Auflage. Clarendon Press, Oxford 1987, ISBN 0-19-814648-5. (Gültige kritische Textausgabe)
- George Patrick Goold (Hrsg.): Virgil, Aeneid VII-XII, Appendix Vergiliana. With an English translation by H. R. Fairclough, revised by G. P. G. Harvard Univ. Press, Cambridge (Mass.) 2000.
- Grazia Maria Iodice u. a. (Hrsg.): Appendix Vergiliana. Mondadori, Mailand 2002. (Mit italienischer Übersetzung und Kommentar zu allen Stücken)
- Fabian Zogg/Niklas Holzberg (Hrsg.): Appendix Vergiliana. Lateinisch-deutsch. (Sammlung Tusculum). De Gruyter, Berlin 2020. (Mit deutscher Übersetzung und Kommentar zu allen Stücken)
- Armando Salvatore u. a. (Hrsg.): Appendix Vergiliana. Istituto Poligrafico e Zecca dello Stato, Rom 1997.

Aetna
- Will Richter (Hrsg.): Aetna. Lateinisch und Deutsch. de Gruyter, Berlin 1963, DNB 450030652.;

Catalepton
- Johannes Götte / Maria Götte (Hrsg.): Landleben. Catalepton, Bucolica, Georgica. Lateinisch und deutsch. 6. vollständig durchgesehene und verbesserte Auflage. Artemis & Winkler, Zürich 1995. (Enthält Text und Übersetzung des Catalepton mit ausführlichem Kommentar)

Ciris
- Boris Kayachev: Ciris: A Poem from the Appendix Vergiliana. Introduction, text, apparatus criticus, translation and commentary. The Classical Press of Wales, Swansea 2020, ISBN 9781910589816. – Rezension von Lee Fratantuono, Bryn Mawr Classical Review 2022.02.23

Culex
- Sabine Seelentag (Hrsg.): Der pseudovergilische Culex. Text, Übersetzung, Kommentar. Steiner, Stuttgart 2012.

Dirae
- Cornelis van der Graaf (Hrsg.): The Dirae. With translation, commentary and an investigation of its authorship. Brill, Leiden 1945.
- Boris Kayachev: Dirae. A poem from the Appendix Vergiliana. The Classical Press of Wales, Swansea 2024.

Elegiae in Maecenatem
- Hendrik Schoonhoven (Hrsg.): Elegiae in Maecenatem. Prolegomena, text and commentary. Bouma’s Boekhuis, Groningen 1980.